# Maks Dannecker
Maks Dannecker (* 1976)  ist eine deutsche Fotografin.

## Leben und Werk
Maks Dannecker absolvierte ihre Ausbildung zur Fotografin an der Johannes-Gutenberg-Schule Stuttgart. Sie ist Mitglied der Neuen Gruppe Haus der Kunst München, im Württembergischen Kunstverein Stuttgart und im Verein Berliner Künstler (VBK).
Ihre Arbeit ist durch einen konzeptuellen Umgang mit fotografischen Themen bestimmt. Durch Einschleusen von Farbpartikeln, Formen und Flächen in ihre Arbeiten durch Anordnungen assoziiert sie Hintergrundgeschichten. Teile ihres fotografischen Werks sind der Konkreten Kunst beziehungsweise der Konkreten Fotografie zuzurechnen. Sie ist Mitglied der Gruppe konkret.
Nach Angaben von artfacts, der weltweit größten Kunstdatenbank, ist Maks Dannecker im Jahr 2023 global auf Platz 2 der am meisten ausgestellten lebenden ultra contemporary Künstler mit 37 realisierten Ausstellungen. Ihre Werke befinden sich in internationalen öffentlichen und privaten Sammlungen.
Maks Dannecker lebt seit 2019 in Berlin und Göppingen und ist mit einem Juristen verheiratet. Sie arbeitet international.

## Werke in Sammlungen (Auswahl)
- Deutscher Bundestag[10][11]
- Sammlung SpallArt, Salzburg[12]
- Sammlung Haupt: „Dreißig Silberlinge – Kunst und Geld“, Berlin[13]
- Weserburg Museum der Moderne | Zentrum für Künstlerpublikationen, Bremen – Bestand: SZ Collection Artists’ Books for Everything, CAB-KB-Dann.M.-17-1/B6[14][15] (Homepage Weserburg Museum: Über uns[16]; Bestände für Künstlerpublikationen; Archive, Fonds, Nachlässe und Sammlungen: Collection Artists´ Books for Everything)
- Vereinigte Volksbanken eG: „Art meets office“, Böblingen[17]